# مارگارت دایهوف
مارگارت دایهوف (انگلیسی: Margaret Oakley Dayhoff؛ ۱۱ مارس ۱۹۲۵ – ۵ فوریهٔ ۱۹۸۳) یک زیست‌شیمی‌دان و شیمی‌دان در زمینه بیوانفورماتیک اهل ایالات متحده آمریکا بود.